# ویلیام پی. راجرز
ویلیام پیرس راجرز (انگلیسی: William Pierce Rogers؛ زاده ۲۳ ژوئن ۱۹۱۳ – درگذشته ۲ ژانویه ۲۰۰۱) یک سیاست‌مدار، دیپلمات و وکیل اهل ایالات متحده آمریکا بود. وی از ۲۲ ژانویه ۱۹۶۹ تا ۳ سپتامبر ۱۹۷۳ وزیر امور خارجه این کشور بود.
ویلیام پی. راجرز در ۲ ژانویه ۲۰۰۱، در سن ۸۷ سالگی بر اثر نارسایی قلبی درگذشت.